# Манастир Светог Василија Острошког
Манастир Светог Василија Острошког је новосаграђени манастир посвећен Светом Василију Острошком Чудотворцу који се налази у самом центру Бијељине. Манастирски комплекс обухвата површину од 3.500 m² са изузетно уређеним и функционалним распоредом објеката.

## Манастирски објекти
Поред манастирског храма, који се налази у централном дијелу комплекса, саграђени су објекти који имају вишеструку намјену. Доминантан мотив овог комплекса представља звоник са сатом висине преко 30 метара. С обзиром да се уочава са свих страна, постао је симбол овог манастира и често оријентир за путнике који пролазе кроз Бијељину.
У једном дијелу је привремено сједиште епископа зворничко-тузланског господина Василија, који је у ратној стихији морао да напусти Тузлу.
У поменутим објектима се налазе музеј површине 400 m², трпезарија, свечани салон, канцеларије, библиотека, стамбени простор, сала за предавања, келије за монахе, свјећарница са продавницом икона и сувенира, итд. Сви објекти су функционално повезани зиданом оградом која ограђује манастирски комплекс.
Манастирски црква представља архитектонско и умјетничко дјело високе вриједности за чију су изградњу ангажовани најбољи неимари овога краја. Унутрашњост храма је живописана прелијепим фрескама које је радио Драган Марунић из Београда.
У храму се испред олтара налазе покров са моштију Светог Василија Острошког и дио моштију Светог Сисоја Великог. Посебну вриједност манастирске цркве представља копија чудотворне иконе Тројеручице која је дар хиландарског манастира.

## Историјат
Идејни носилац цијелог пројекта током свих фаза градње је био епископ Василије који је најзаслужнији што је сваки детаљ овог манастирског комплекса на свом мјесту. Градња је почела 1996. године да би комплетан комплекс био завршен 2001. године, када је 12. маја освећен. Уз присуство 19 архијереја Српске православне цркве, бројне званице и вјерни народ, освећење је протекло величанствено. Кум манастира је био Слободан Ћурчић из Лончара, кум крстова Спасоје Митриновић из Бијељине, кум звона Предраг Марковић а кумови прве манастирске славе, познати ктитори и задужбинари Семберије и Републике Српске, Слободан и Мира Павловић.